# Rex Battle
Rex Battle, né à Londres le 4 janvier 1892 et mort le 27 janvier 1967 à Toronto, est un chef d'orchestre, pianiste et organiste britannique connu pour son travail de direction musicale à la radio à travers le Canada.

## Biographie
Commençant à jouer du piano dès l'enfance, Rex Battle prend ses premiers cours avec Vlahol Budmani. Il étudie également l'orgue avec E.H. Thorne. Après s'être installé à New York pour assister à la production d'opérettes avec Sigmund Romberg, Battle fait ses débuts à la radio au poste WWJ de Détroit en 1921.
Il est employé en tant que pianiste par l'Hôtel Mont-Royal à Montréal de 1922 à 1929.
Rex Battle devient le chef d'orchestre à l'Hôtel Royal York de Toronto de 1929 à 1938.